# 1702 az irodalomban

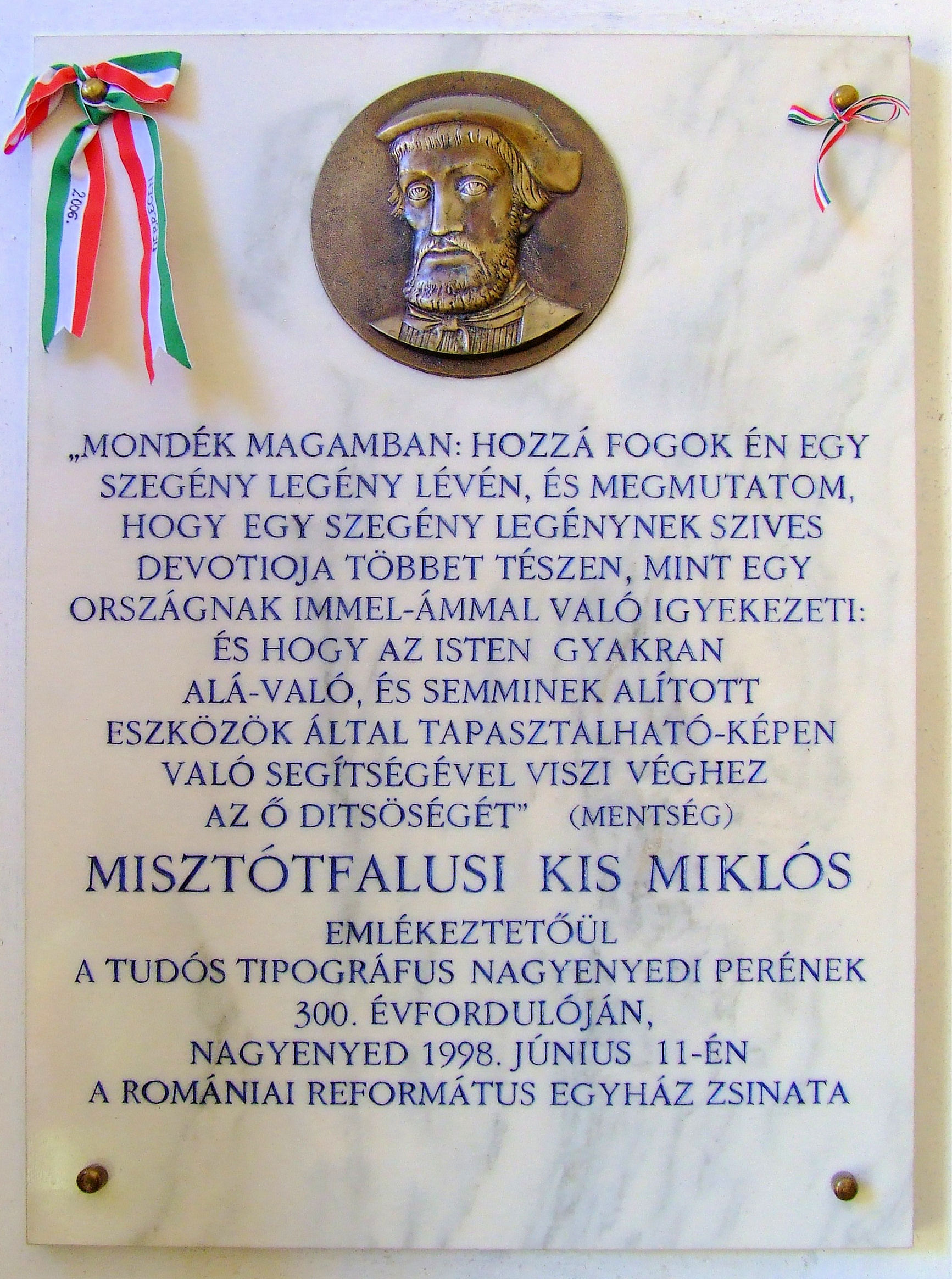
Misztótfalusi Kis Miklós emléktáblája Nagyenyeden

Az 1702. év az irodalomban.

## Események
- Londonban megjelenik az első brit napilap: The Daily Courant.

## Új művek
- Daniel Defoe pamfletje: The Shortest Way with the Dissenters (Hogyan bánjunk el rövid úton a máshitűekkel).

## Halálozások
- március 20. – Misztótfalusi Kis Miklós magyar nyomdász, betűmetsző; kiadói tevékenysége különösen jelentős (* 1650).